# Nafaqa
Nafaqa (arabiska för "ekonomiskt underhåll") är makens skyldighet att stå för hushållskostnaderna/försörjningen, oavsett om det är maken eller makan som har kapital eller inkomst. Mannen förväntas betala för boende, mat och kläder till sin fru. De flesta bedömare anser även att sjukvård ingår i mannens skyldigheter, även om det råder delade meningar i olika lagskolor. Om paret skiljer sig förväntas mannen fortsätta betala nafaqa under tre månader efter skilsmässan.
Stödet kan utökas till andra familjemedlemmar om dessa inte kan försörja sig, till exempel föräldrar, syskon och barn.
Denna försörjningsskyldighet kan mannen avstå från att betala om kvinnan anses obstinat (nâshiza), det vill säga om hon är motvillig, trotsig och vägrar komma hem till maken igen. Här måste dock en Islamisk domare, qâdi avgöra.
Kritiken mot islam, ofta från feministiskt håll, menar att detta bidrar till könsrollsuppdelningen, där mannen sägs vara den självklara försörjaren och kvinnan den självklara hushållerskan.